# Муазан, Ален
Ален Муазен (фр. Alain Moizan; род. 18 ноября 1953, Сен-Луи, Сенегал) — французский футболист и футбольный тренер.

## Карьера

### Футболиста
Всю свою карьеру провел во Франции. Наибольших успехов Муазен добился в составе «Монако», вместе с которым он становился чемпионом и обладателем кубка страны. Позднее полузащитник также выступал за «Олимпик Лион», «Сент-Этьен» и «Бастию». 5 сентября 1979 года Муазен дебютировал за сборную Франции в матче отборочного турнира Чемпионат Европы по футболу 1980 года против Швеции, в котором «трехцветные» одержали гостевую победу со счетом 3:1. Всего за национальную команду хавбек провел семь встреч, в которых забил один гол.

### Тренера
Еще будучи футболистом, Ален Муазон в 1985 году временно возглавлял «Бастию». После завершения карьеры специалист долгое время работал в Африке. Он руководил сенегальскими клубами, а также сборными Мали и Мавритании. С 2009 года Муазон является главным тренером клуба «Мажента» из Новой Каледонии. На некоторое время он уходил из него в местную сборную, которую доводил до финала Кубка наций ОФК.

## Достижения

### Футболиста
- Чемпион Франции (1): 1977/78.
- Обладатель Кубка Франции (1): 1979/80.

### Тренера
- Финалист Кубка наций ОФК (1): 2012.
- Чемпион Новой Каледонии (7): 2008/09, 2009, 2012, 2014, 2015, 2016, 2018.
- Обладатель Кубка Новой Каледонии (4): 2010, 2014, 2016, 2018.